# 정자해수욕장

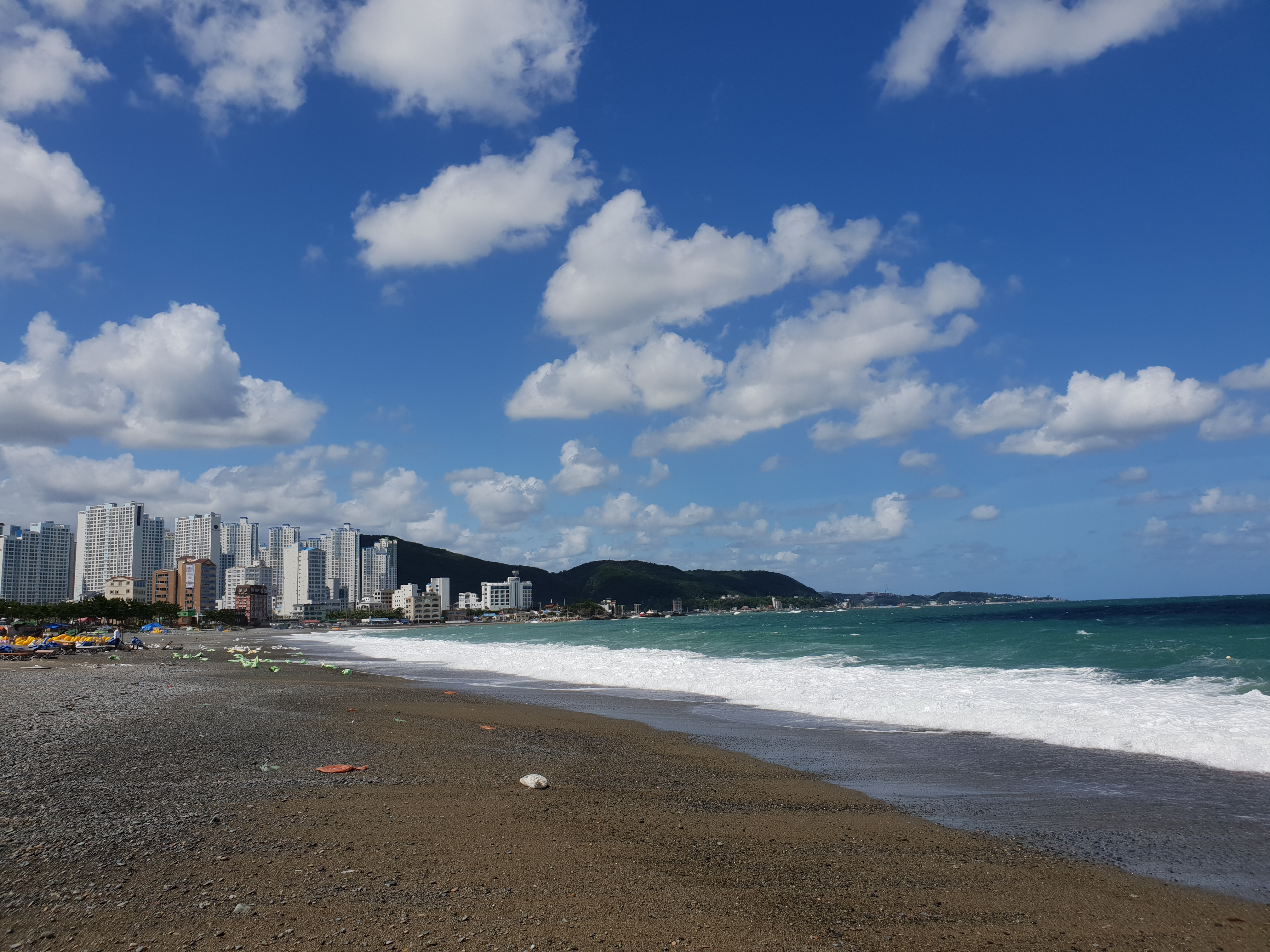
정자해수욕장

정자해수욕장은 울산광역시 북구 산하동에 위치한 해수욕장이다. 울산광역시의 대표적인 몽돌해변으로 몽돌로 해변이 이루어져있다.
해수욕장 인근에 어항인 정자항이 위치해있다.

## 같이 보기
- 대한민국의 해수욕장 목록 (가나다 순)
- 대한민국의 해수욕장 목록 (행정구역별)
- 북구 (울산광역시)